# Plavi Božić
Plavi Božić ili Najduža noć je zapadnohrišćanska tradicija kojom se, za vreme adventske sezone, obeležava najduža noć u godini. Tog dana, neke crkve služe misu posvećenu ljudima koji su izgubili ljubav ili koji proživljavaju tugu. Pored katoličanstva, obeležavanje Plavog Božića je zastupljeno u luteranskoj, reformističkoj i moravskoj crkvi kao i metodističkom pokretu.  Sveta evharistija je tradicionalni deo bogosluženja tog dan. Crkvena služba se tradicionalno održava uoči najdužoj noći u godini, koja pada najčešće 21. decembra u vreme zimske kratkodnevice. Zanimljivo je da se 21. decembra obeležava i Dan apostola Toma. Vernici povezuju ove praznike sa verom Svetog Tome u Isusa, najdužoj noći pred Božić i borbom sa tamom i tugom onih koji su suočeni sa gubitkom najvoljenijih. Takođe je značajna i simbolika zimske solsticije u kojoj noćna tama preovladava nad dnevnim suncem. 
Bogosluženje tokom Plavog Božića često uključuje izražavanje tuge i bola i usredseđivanje na obećani boljitak. U toku obeležavanja praznika, upotrebljavaju se sveće i venci aranžirani nalik adventskim vencima, a prazne stolice postavljane su kao simbol sećanja na preminule tokom protekle godine. Poslednjih godina raste popularnost obeležavanja Plovog Božića, najčešće kod onih vernika koji se bore da pronađu radost i nadu tokom prazničnih sezona. 

## Vidi Još
- Apostol Toma

## Spoljašnje veze
- Blue Christmas by Todd Outcalt
- Blue Christmas Resources - Church Health Reader
- Blue Christmas by the General Board of Discipleship (GBOD)
- Blue Christmas Liturgy by The Reverend Nancy C. Townley (Cokesbury)